# Estadio Olímpico de Tokio (2019)

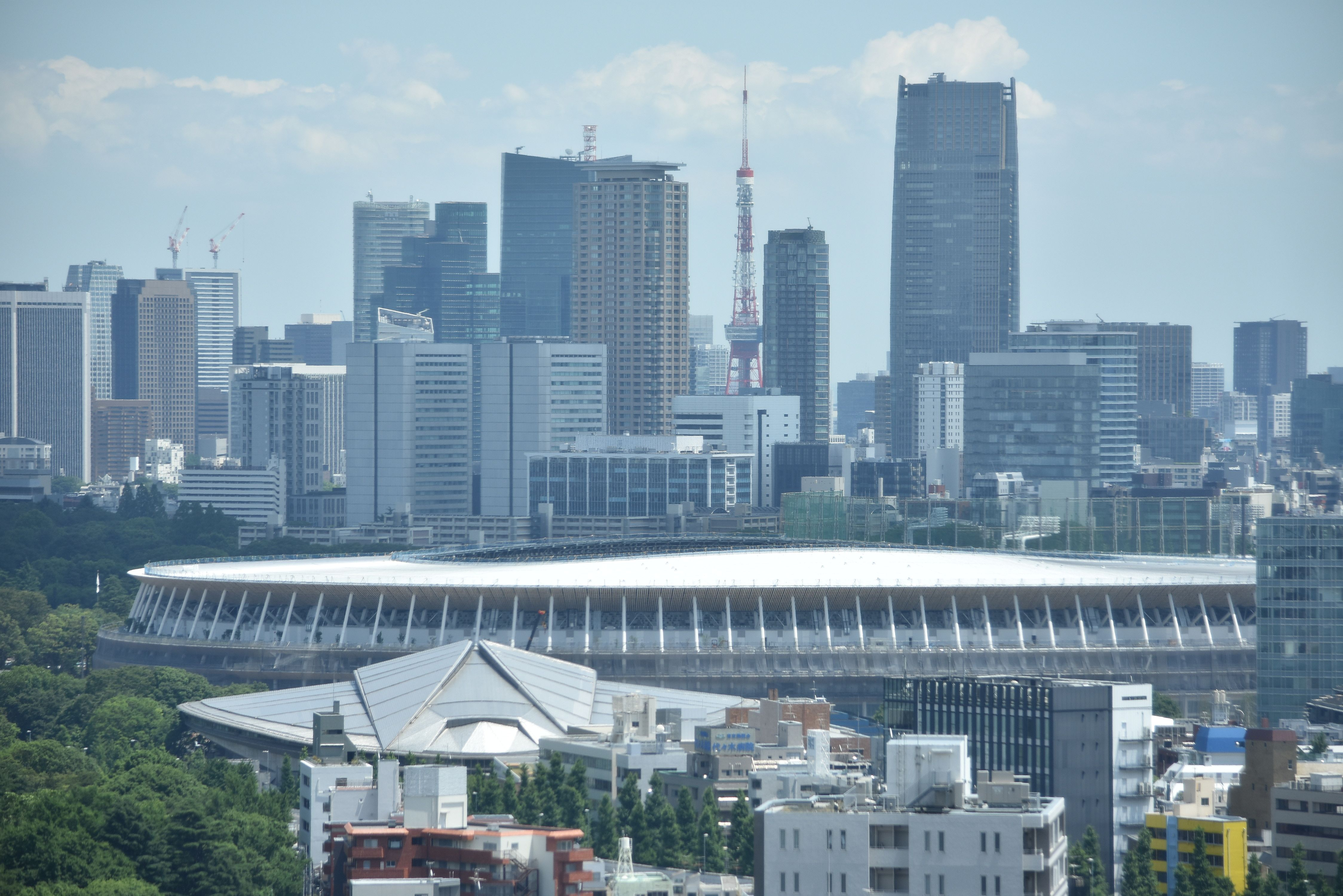

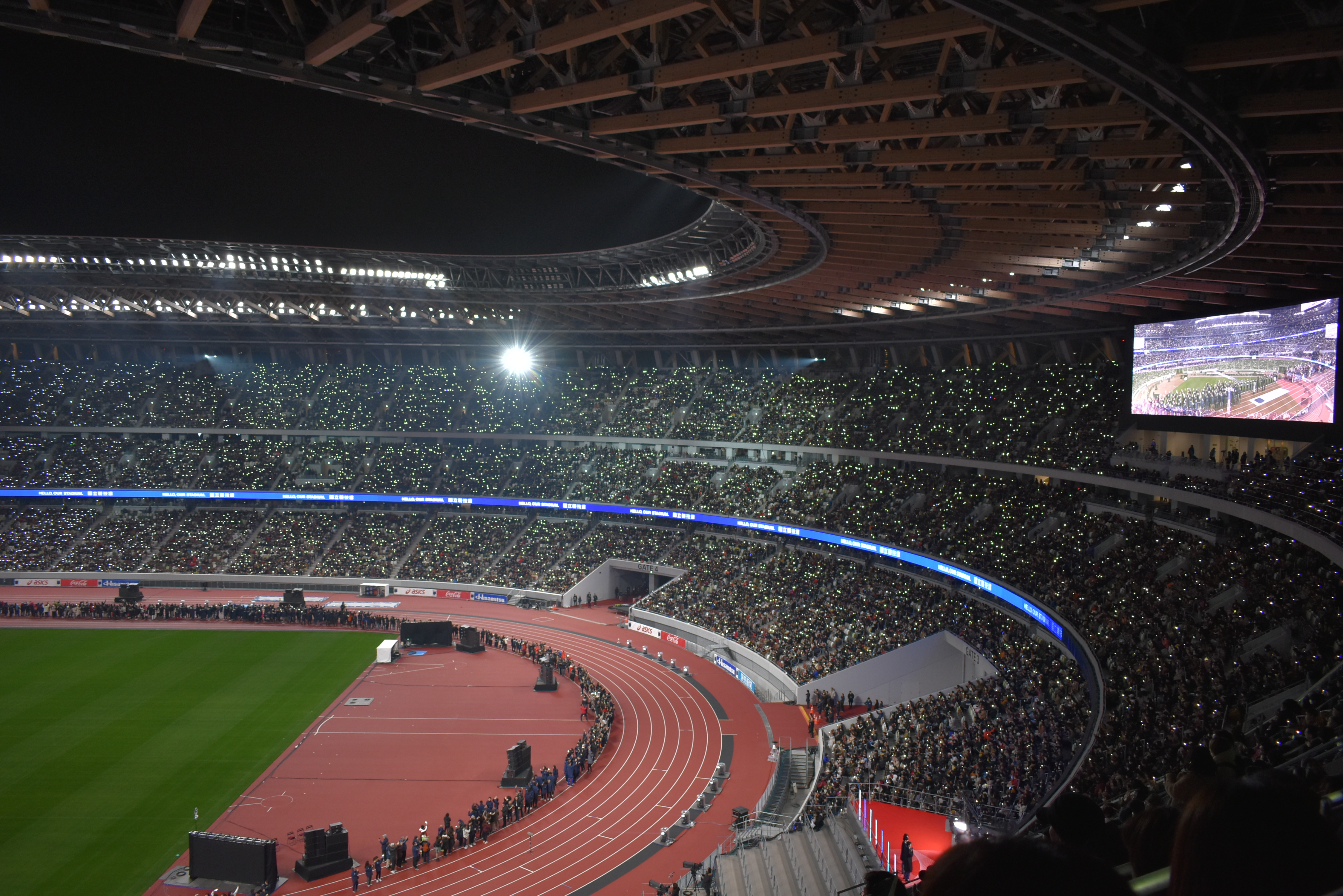

El Nuevo Estadio Nacional (新 国立 競技場 Shin kokuritsu kyōgijō) es un estadio de usos múltiples en Kasumigaoka, Shinjuku, Tokio, Japón. El estadio sirve como el principal para las ceremonias de apertura y clausura, así como el lugar de celebración de eventos de atletismo en los Juegos Olímpicos de Verano 2020 y los Juegos Paralímpicos de Verano 2020. La demolición del antiguo Estadio Nacional se completó en mayo de 2015, lo que permitió que la construcción del nuevo estadio comenzara el 11 de diciembre de 2016. 
Los planes originales para el nuevo estadio fueron desechados en julio de 2015 por el primer ministro de Japón, Shinzō Abe, quien anunció una reincidencia después de una protesta pública debido al aumento de los costos de construcción. Como resultado, el nuevo diseño no estaba listo para la Copa Mundial de Rugby de 2019, como se pretendía originalmente. Se eligió un nuevo diseño creado por el arquitecto Kengo Kuma en diciembre de 2015 para reemplazar el diseño original, que se completó en noviembre de 2019 y fue inaugurado el 21 de diciembre de 2019.

## Historia
Después de que Tokio presentó su oferta para los Juegos Olímpicos de verano 2020, se habló de posiblemente renovar o reconstruir el Estadio Olímpico Nacional. El estadio albergaría las ceremonias de inauguración y clausura, así como los eventos de atletismo. Se confirmó en febrero de 2012 que el estadio sería demolido y reconstruido, y recibiría una mejora de £1000 millones. En noviembre de 2012, se revelaron las representaciones del nuevo estadio nacional, basadas en un diseño de la arquitecta Zaha Hadid. 
El estadio fue demolido en 2015 y el nuevo estaba originalmente programado para completarse en marzo de 2019. El nuevo estadio será sede de atletismo, rugby, algunos juegos de fútbol y las ceremonias de apertura y clausura de los Juegos Olímpicos y Paralímpicos. Debido a limitaciones presupuestarias, el gobierno japonés anunció varios cambios en el diseño de Hadid en mayo de 2015, incluida la cancelación de planes para construir un techo retráctil y convertir algunos asientos permanentes en asientos temporales. El área del sitio también se redujo de 71 a 52 acres. Varios arquitectos japoneses prominentes, incluidos Toyoo Itō y Fumihiko Maki, criticaron el diseño de Hadid, con Ito comparándolo con una tortuga y Maki lo llamó elefante blanco; otros criticaron la invasión del estadio en los jardines exteriores del Santuario Meiji. Arata Isozaki, por otro lado, comentó que estaba "sorprendido de ver que el dinamismo presente en el original se había ido" en el rediseño del plan original de Hadid. El techo del nuevo estadio ha sido particularmente problemático desde una perspectiva de ingeniería, ya que requiere la construcción de dos arcos de acero de 370 metros de largo. Incluso después de los cambios de diseño, se estimó que el estadio costaría más de 300 mil millones de yenes, más del triple del costo del Estadio Olímpico de Londres y más de cinco veces el costo del Estadio Olímpico de Beijing.
El gobierno japonés llegó a un acuerdo en junio de 2015 con Taisei Corporation y Takenaka Corporation para completar el estadio por un costo total de alrededor de 250 mil millones de yenes. El nuevo plan mantuvo el diseño del arco de acero al tiempo que redujo la capacidad permanente del estadio a 65 000 en modo pista con 15 000 asientos temporales adicionales disponibles, lo que permite una capacidad de 80 016 para el fútbol y la Copa Mundial de Rugby de 2019. Sin embargo, el 17 de julio de 2015, el primer ministro de Japón, Shinzō Abe, anunció que los planes para construir el nuevo Estadio Nacional serían descartados y reincidirían en medio del descontento público sobre los costos de construcción del estadio. Como resultado, Abe dijo que habría que seleccionar un lugar de reemplazo para la Copa Mundial de Rugby, ya que el nuevo estadio no estaría listo hasta los Juegos Olímpicos de 2020.
A partir del 28 de agosto de 2015, el gobierno japonés lanzó nuevos estándares para la reconstrucción del Estadio Nacional. La capacidad fija sería de 68 000 y se podría ampliar a 80 000 mediante el uso de asientos temporales sobre la pista de atletismo. El gobierno también abandonó el techo retráctil; en cambio, se construirá un techo permanente solo sobre el asiento del espectador. Además, se eliminó un museo deportivo y una pasarela que formaban parte del diseño desechado, mientras que se redujeron las salas VIP y los asientos, junto con las reducidas instalaciones de estacionamiento subterráneo. Estas reducciones dan como resultado un sitio de 198 500 m² (metros cuadrados), 13 % menos de lo planeado originalmente. El aire acondicionado para el estadio también se abandonó a pedido del primer ministro japonés, Shinzō Abe, y cuando se le preguntó sobre el ministro de abandono para los Juegos Olímpicos, Toshiaki Endo declaró que "los acondicionadores de aire se instalan en solo dos estadios en todo el mundo, y solo pueden enfriar temperaturas de 2 °C o 3 °C (grados Celsius).
El gobierno programó una decisión sobre los contratistas y un diseño para diciembre de 2015, y la construcción comenzará a más tardar en diciembre de 2016. Los diseñadores se asociaron con los contratistas para presentar un diseño junto con los costos de construcción y las estimaciones de tiempo. Se ha revelado que la pista de atletismo será una característica permanente que no será demolida por los 12 000 asientos adicionales para cualquier futura oferta de la Copa Mundial.
A partir del 18 de septiembre de 2015, dos contratistas presentaron ofertas para el proceso: Taisei Corporation que trabaja con el arquitecto Kengo Kuma, y un consorcio de varios contratistas japoneses importantes, incluidas las corporaciones Takenaka, Shimizu y Obayashi que trabajan con el arquitecto Toyoo Itō. La ex arquitecta ganadora Zaha Hadid no pudo encontrar un contratista dispuesto a trabajar con su diseño y, por lo tanto, se vio obligada a abandonar los esfuerzos para volver a presentar su diseño revisado en la nueva competencia. 
El 21 de diciembre de 2015, el Consejo Deportivo de Japón anunció que Kuma e Taisei Corporation habían sido seleccionados para diseñar y construir el Estadio Olímpico Nacional. El estadio comenzó a construirse en diciembre de 2016, y fue concluido el 30 de noviembre de 2019, cuando el estadio será entregado al Consejo Deportivo de Japón para los juegos necesarios y los preparativos de la ceremonia, incluidos los eventos de prueba. El nuevo diseño tiene 68 089 en modo de atletismo con la capacidad de construir asientos temporales sobre la pista permanente para crear una mayor capacidad de 80 016. La capacidad durante los Juegos Olímpicos fue de 60 102 teniendo en cuenta las áreas de prensa y asientos ejecutivos. Esta capacidad se reduce aún más para los Juegos Paralímpicos a 57 750 para agregar más asientos accesibles para discapacitados. El evento deportivo inaugural del estadio fue la final de la Copa del Emperador 2019, disputada el 1 de enero de 2020.

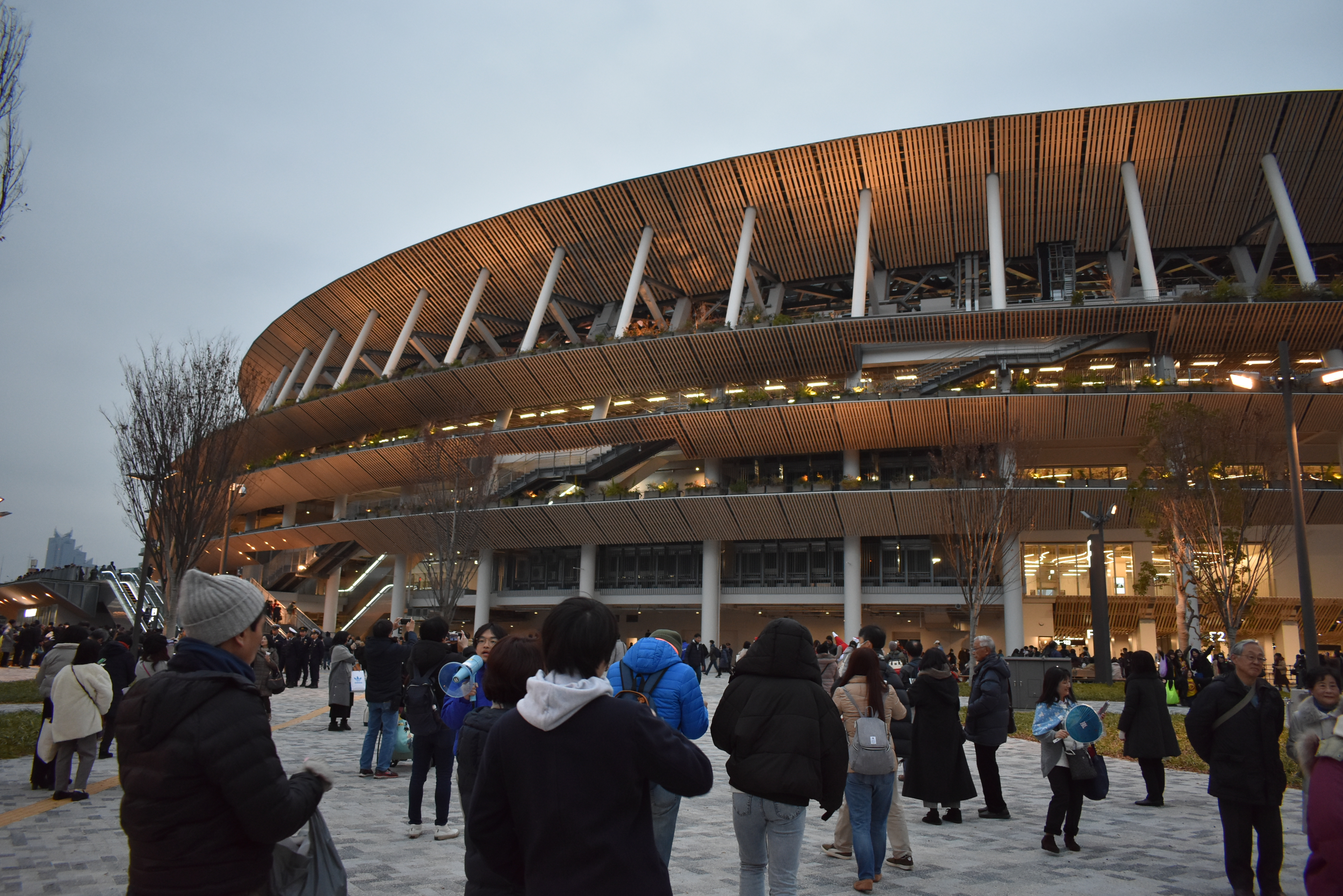
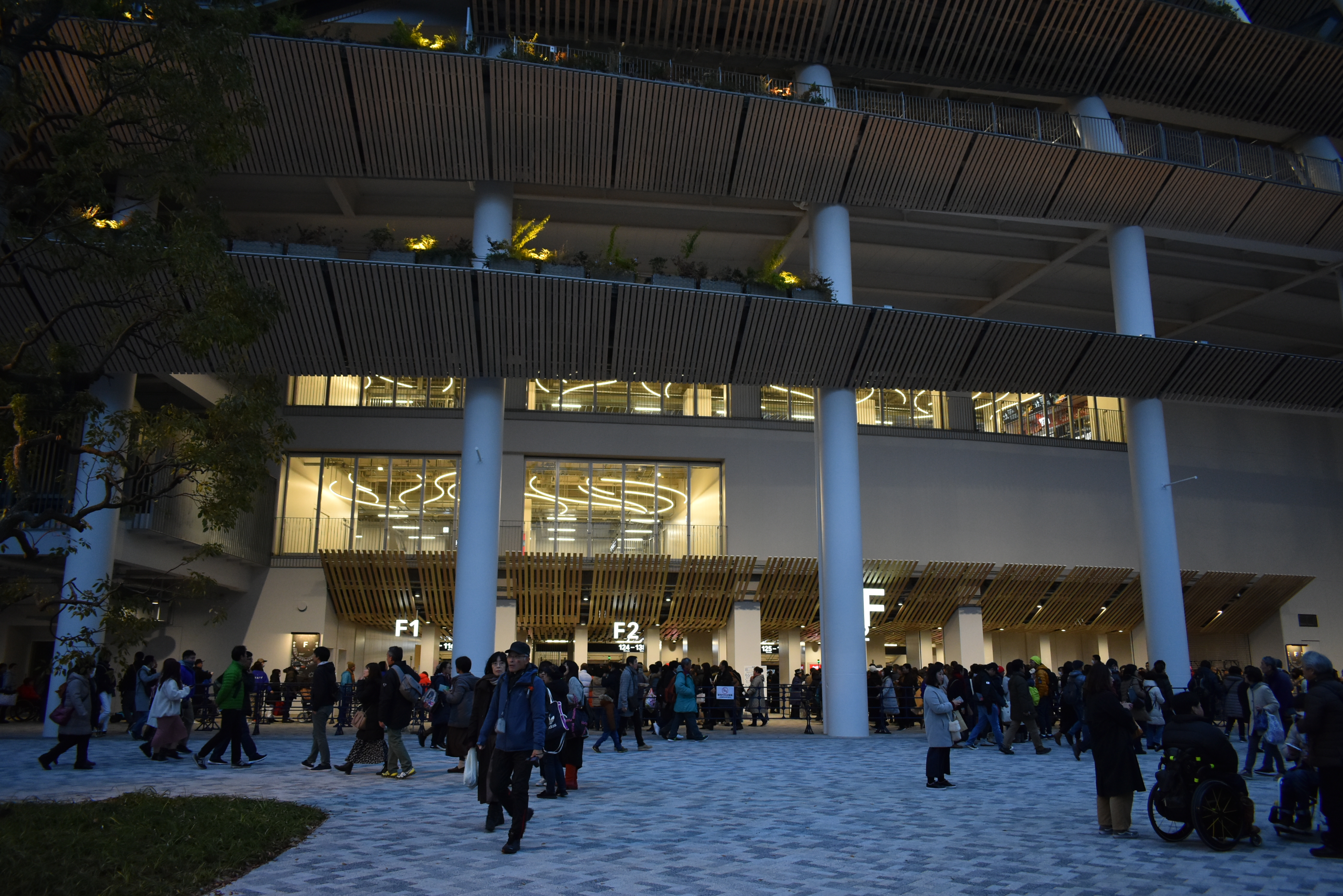
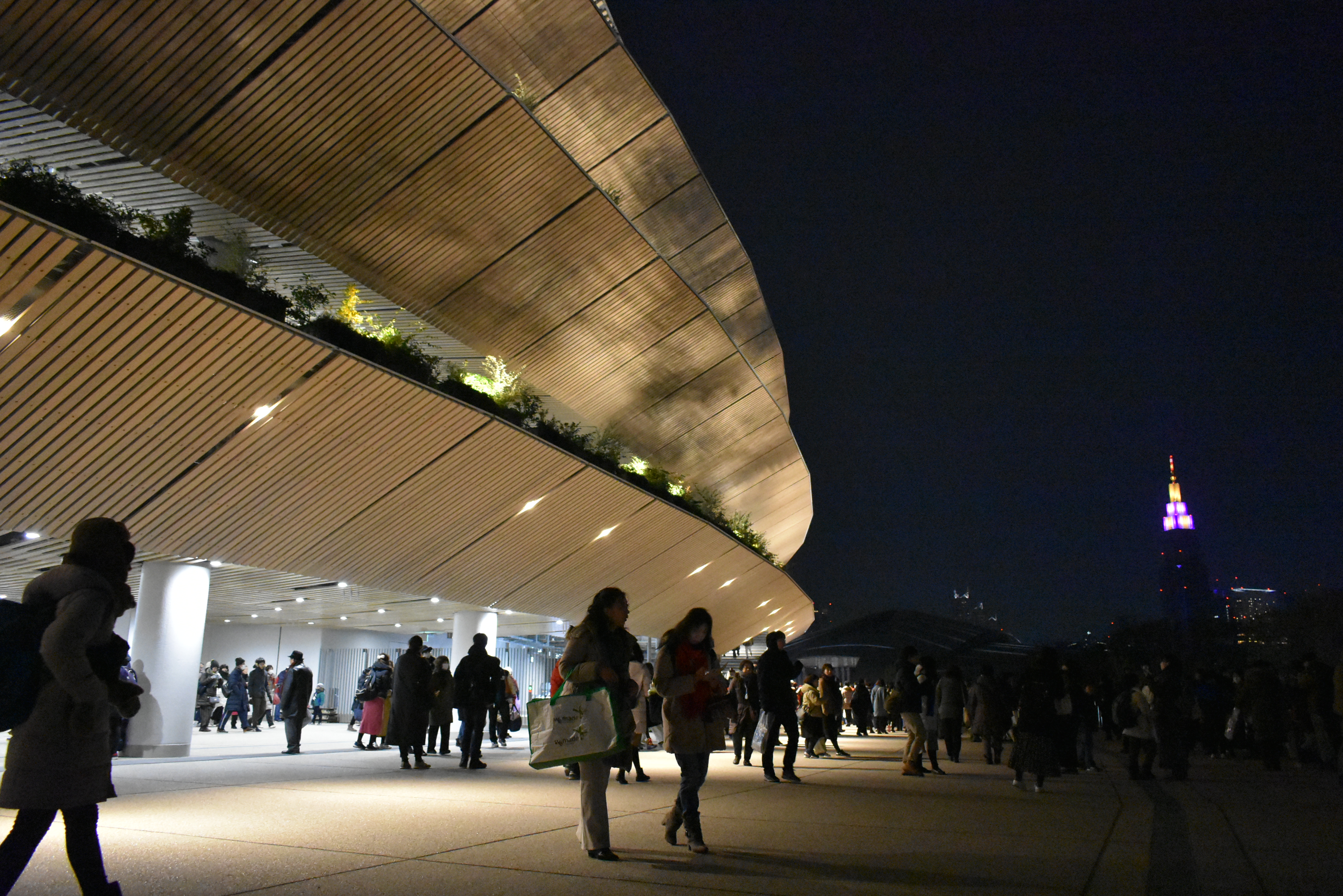